# Černý Důl
Černý Důl – gmina w Czechach, w powiecie Trutnov, w kraju hradeckim. Według danych z dnia 1 stycznia 2014 liczyła 721 mieszkańców.
Miejscowość powstała w XVI wieku jako osada górnicza u podnóża szczytu Černá hora. Pozyskiwano tu złoto, srebro, a obecnie wapień. Miejscowy kamieniołom połączony jest ze stacją kolejową 8-kilometrową towarową koleją linową. Ośrodek narciarski.